# فيرناندو ريدوندو
هذه المقالة تتحدث عن اللاعب الأرجنتيني، أما عن المدينة الأمريكية أنظر ريدوندو بيتش.
فيرناندو كارلوس ريدوندو نيري (بالإسبانية: Fernando Redondo)، من مواليد 6 يونيو 1969 ، لاعب كرة قدم أرجنتيني سابق، يلعب في مركز الوسط الدفاعي.
لعب مع منتخب الأرجنتين لكرة القدم في بطولة لكأس العالم 1994.

## مسيرته الكروية خلال تاريخه
لعب فيرناندو ريدوندو خلال مسيرته الاحترافية مع 4 أندية في تسعة عشر موسمًا وسجل خلالها 13 هدفًا ضمن 349 مباراة. حيث فاز في موسم واحد بالكأس وفي ثلاثة مواسم بالدوري.
خاض فيرناندو ريدوندو مسيرته مع نادي أرجنتينوس جونيورز في موسم 1985–86 ليلعب معه خمسة مواسم، مشاركًا في 65 مباراة سجل خلالها هدفًا واحدًا. ثم انتقل إلى نادي تينيريفي في موسم 1990–91 ليلعب معه أربعة مواسم، حيث شارك في 103 مباراة سجل خلالها 8 أهداف. لينتقل بعدها إلى نادي ريال مدريد في موسم 1994–95 ليلعب معه ستة مواسم، مشاركًا في 165 مباراة سجل خلالها 4 أهداف. ثم انتقل إلى نادي إيه سي ميلان في موسم 2000–01 ليلعب معه أربعة مواسم، مشاركًا في 16 مباراة ولم يسجل أي هدف.

## روابط خارجية
- فيرناندو ريدوندو على موقع الاتحاد الدولي (مؤرشف)  (الإنجليزية)
- فيرناندو ريدوندو على موقع الاتحاد الأوربي (الإنجليزية)
- فيرناندو ريدوندو على موقع قاعدة بيانات كرة القدم.إي يو (الإنجليزية)
- فيرناندو ريدوندو على موقع ليكيب (الفرنسية)
- فيرناندو ريدوندو على موقع ناشيونال فوتبول تيمز (الإنجليزية)
- فيرناندو ريدوندو على موقع عالم كرة القدم.نت (الإنجليزية)
- فيرناندو ريدوندو على موقع كووورة